# Diego Noboa
Diego María de Noboa y Arteta (Guayaquil, 15 aprile 1789 – Guayaquil, 3 novembre 1870) è stato un politico ecuadoriano.

## Biografia
Ministro plenipotenziario in Perù dal 1830, fu primo ministro dell'Ecuador dal 1850 e presidente dell'Ecuador dal 1851. Venne deposto da José María Urbina.